# 森好之
森 好之（もり よしゆき、永正16年〈1519年〉 - 天正9年〈1581年〉?）は、戦国時代から安土桃山時代にかけての武将。筒井氏の家臣。志摩守。妻は筒井順昭の妹。嫡子に森好高（九兵衛、縫殿助）、従弟に森伝介好久。

## 生涯
大和国山辺郡森（奈良県天理市守目堂町）の領主で、筒井家の家老。嶋左近・松倉右近と共に「筒井家三老臣」に数えられ、7,000石を領したとされる。
天文23年（1554年）1月5日、筒井藤勝（順慶）が初めて春日社に参詣するのにあたり、福住順弘やその他麾下の諸士2,000人余りと共にそれに付き従った。
天正9年（1581年）2月29日、63歳で死去したとされる。この他、好之は順慶の跡を継いだ筒井定次に仕え、天正13年（1585年）の伊賀転封に従った後、大和に戻って帰農したともいわれる（帰農したのは好之の子孫であるとも）。好之の子孫は北柳生（大和郡山市）に居を構えたといい、近世初期の有力農民として南柳生（天理市）にも森氏の姿が見える。